# B'utz'aj Sak Chiik
B'utz Aj Sak Chiik, anche ricordato come  B'utz'ah Sak Chik (15 novembre 459 – 501), è stato un ajaw della città-Stato Maya di Palenque.

## Biografia
Salì al trono il 29 luglio 487, e regnò fino alla morte. Era probabilmente fratello di Ahkal Mo' Nahb I.